# Wolkenkuckucksheim (Zeitschrift)
Wolkenkuckucksheim | Cloud-Cuckoo-Land | Воздушный замок (Eigenschreibweise, Kurzform: W|C|B) ist eine Online-Fachzeitschrift zu theoretischen, wissenschaftstheoretischen und methodischen Fragen der Architektur. Die Zeitschrift erscheint in der Regel zweimal jährlich als Themenheft mit Artikeln in Deutsch, Englisch und Russisch. Sie ist werbefrei und kostenlos zugänglich (Open Access). Die Artikel der Zeitschrift unterliegen einem Doppelblindgutachten (englisch double-blind review). Einzelne Hefte erscheinen auch in Druckform in der Schriftenreihe Theoretische Untersuchungen zur Architektur.

## Geschichte
Die Zeitschrift wurde 1996 von Eduard Führ, bis 2010 Inhaber des Lehrstuhls Theorie der Architektur an der Brandenburgischen Technischen Universität Cottbus-Senftenberg und jetziger Emeritus, gegründet und herausgegeben. Nach Architronik, The Electronic Journal of Architecture (1992 bis 1999) war sie eine der ersten Online-Fachzeitschriften zu theoretischen Fragen der Architektur. Dadurch nahm sie medial sowie inhaltlich einen Pionierstatus ein. Hanno Rauterberg bemerkte 2003 dazu:

„Architekten wollten reden, zeichnen, bauen und verschont bleiben von aller Tiefgründelei. Wer sich dennoch ans theoretische Konstruieren
wagte, der fand sich früher oder später im Wolkenkuckucksheim wieder, auf einer Internet-Seite gleichen Namens, die mit verwegener Langmut das Denken propagiert und dem Sein und Sollen der Architektur nachspürt. Natürlich gibt es Gründe dafür, dass diese Netzphilosophen, zusammengehalten vom Cottbusser Professor Eduard Führ, für lange Zeit fast die einzigen Rufer in der Theoriewüste waren […].“

Bis heute gehört die Zeitschrift zu den wenigen, die sich theoretisch mit Architektur auseinandersetzen und zudem im Internet werbefrei und kostenfrei zugänglich sind. Die Zeitschrift wird um ein Archiv  theoretischer Schriften zur Architektur der vergangenen Jahrhunderte ergänzt. Bis 2013 wurde die Zeitschrift auf Servern der Brandenburgischen Technischen Universität Cottbus-Senftenberg gespeichert. 2013 wurde die Zeitschrift zu einem privaten Provider migriert sowie im Layout überarbeitet. Als Herausgeber fungieren nun zusätzlich Jörg H. Gleiter (Technische Universität Berlin) und Ute Poerschke (Pennsylvania State University). Geschäftsführender Redakteur ist seitdem Sebastian Feldhusen.

## Selbstverständnis
Der Titel der Zeitschrift stammt ursprünglich aus Aristophanes Komödie Die Vögel: Die Vögel wollen sich aus der Abhängigkeit von den Menschen und der Erde, sowie den Göttern und dem Himmel befreien. Sie gründen – im Zwischenraum – eine Stadt in den Wolken: Wolkenkuckucksheim (griechisch Νεφελοκοκκυγία). Die Zeitschrift möchte, so formuliert sie es selbst, „im Sinne von Aristophanes ein Wolkenkuckucksheim sein, das Architektur über die traditionellen Grenzen (Sprachen, Kulturen, Disziplinen) hinaus diskutieren will.“ Die Zeitschrift besitzt in der Theorie der Architektur ein breites Themenspektrum und einen weiten Begriff von Architektur. Die Zeitschrift formuliert es folgendermaßen:

„Architektur wird dabei als Überbegriff verstanden, und zwar für bauliche, funktionale, wahrnehmungsorganisierende, künstlerische, infrastrukturelle und soziale Planungen, für Entwürfe und Realisierungen in allen Maßstäben, also des Entwurfes von Dingen, der Innenarchitektur, der Hochbauarchitektur, der Landschaftsarchitektur sowie deren praktische und ästhetische Aneignung. Aneignung meint Gebrauch, Erfahrung, Erkenntnis und deren Systematisierungen sowie theoretische und wissenschaftstheoretische Reflexionen, ferner Konzeption, Entwurf, Realisierung im Kontext der Gegebenheiten, Wirksamkeits- und Gelungenheitsevaluationen sowie Architekturvermittlung und Architekturkritik.
 Theorie der Architektur ist sprachlich reflektierende, diskursiv vermittelnde und/oder künstlerisch umgesetzte, interdisziplinär verankerte konkrete Analyse, der Prozess wissenschaftstheoretisch reflektierender Erkenntnisgewinnung, Interpretation und Kritik der Architektur in oder außerhalb wissenschaftlicher Systeme. […] Die Zeitschrift hat zum Ziel, Theorie und Wissenschaft im Bereich der Architektur zu fördern und Arbeitsmittel für Dritte im Internet zur Verfügung zu stellen. Sie besteht aus Themenheften und der Offenen Sammlung Theorie der Architektur (OSIThArch). Sie initiiert Forschungen und fördert Diskussionen vor allem über wissenschaftstheoretische und methodische Fragen in der Architektur im Internet oder auf Konferenzen.“

## Redaktionen
- Berlin, Bundesrepublik Deutschland (Leitung: Jörg Gleiter)
- Bielefeld, Bundesrepublik Deutschland (Leitung: Eduard Führ)
- University Park, Vereinigte Staaten von Amerika (Leitung: Ute Poerschke)

## Aufbau
Ein Heft setzt sich aus einem Editorial, das von Kuratoren verfasst wird, sowie aus einzelnen Artikeln von Autoren zusammen. Die Artikel werden thematischen Schwerpunkten zugeordnet. Zusätzlich wird seit 2013 ein „Diskussionsforum“ angeboten, in dem beispielsweise knappe Thesen zum Thema publiziert und zudem Kritik zum Themenheft oder einem Artikel geäußert werden kann. Beiträge für das Diskussionsforum werden – so wie alle anderen Beiträge für die Zeitschrift – einem Doppelblindgutachten unterzogen. Damit wird zum Beispiel auch jungen Theoretikern die Möglichkeit gegeben, kürzere Artikel einzureichen.

## Verfahren
Für Beiträge wird über einen Call for papers geworben; über projektierte Themenhefte wird mittels eines Exposés informiert. Eingegangene Beiträge werden ebenfalls einem Doppelblindgutachten unterworfen. Damit erhält die wissenschaftliche und argumentative Qualität der Beiträge Vorrang vor der Reputation von Autoren.

## Besonderheit
Eine Besonderheit der Zeitschrift ist, dass die Hefte von wechselnden Kuratoren im Kontakt mit den Redaktionen konzipiert werden. Sie können Mitglied der Redaktionen, ehemalige Autoren oder auch einschlägig forschende externe Architekten, Fachleute oder Wissenschaftler sein. Damit wird es ermöglicht, dass auch Externe an der inhaltlichen Ausgestaltung der Zeitschrift mitwirken können.

## Themenhefte (Auswahl)
- Heft 1 (1996): Architektur im Zwischenreich von Kunst und Alltag (auch als Buch im Verlag Waxmann erschienen: ISBN 978-3-89325-585-6)
- Heft 3 (1997): Architektur – Sprache (auch als Buch im Verlag Waxmann erschienen: ISBN 978-3-89325-652-5)
- Heft 5 (1998): Bau und Wohnung – Eine Auseinandersetzung mit Heideggers Aufsatz „Bauen Wohnen Denken (1951)“ (auch als Buch im Verlag Waxmann erschienen: ISBN 3-89325-896-5)
- Heft 6 (1999): Entwerfen – Kreativität und Materialisation
- Heft 13 (2002): Zur Sprache bringen Eine Kritik der Architekturkritik (auch als Buch im Verlag Waxmann erschienen: ISBN 978-3-8309-1304-7)
- Heft 14 (2003): Der Öffentliche Raum in Zeiten der Schrumpfung
- Heft 18/19 (2005): From Outer Space: Architekturtheorie außerhalb der Disziplin
- Heft 20/21 (2005): Die Zukunft der Architekturvermittlung
- Heft 23/24 (2007/2008): Zum Interpretieren von Architektur
- Heft 26 (2009): Das Konkrete und die Architektur
- Heft 30 (2012): Funktion – Zweck – Gebrauch in Architektur und Städtebau
- Heft 31 (2013): Synästhesie. Leib – Raum / Architektur
- Heft 32 (2014): Soziale Medien und Architektur
- Heft 33 (2014): Theorie der Technik in Architektur und Städtebau